# Хамада, Усама
Усама Саад Хамада Салех (араб. أسامة سعد حمد صالح‎; род. 1979) — ливийский политик. 16 мая 2023 года Палата представителей назначила Хамада исполняющим обязанности премьер-министра Ливии. Он сменил Фатхи Башагу и ранее был его министром финансов.

## Политическая карьера
Хамада работал в ливийском правительстве в 2013 году в качестве главы Комиссии по атомной энергии, которая входила в сферу его компетенции, прежде чем занять пост председателя Управления международного сотрудничества в правительстве, которое в то время переехало в город Байда на востоке Ливии после того, как предыдущий Национальный конгресс (нынешний Государственный совет) поручил параллельному правительству во главе с Омаром аль-Хаси взять под контроль столицу Триполи. В тот период ливийцы ещё не знали Усаму Хамада, но он появился, когда снова вернулся в Триполи после Фаиза аль-Сараджа, главы правительства национального согласия, которое в то время было создано на основе соглашения, подписанного сторонами ливийского конфликта в марокканском Схирате под эгидой ООН 17 декабря 2015 года было принято решение назначить его министром финансов. Это было по состоянию на январь 2016 года, который является началом работы ливийского правительства национального согласия, где Хамада работал вместе с 17 другими министрами, присутствовавшими на первом заседании тогдашнего правительства 2 января 2016 года в Тунисе, Тунис.
Через короткий промежуток времени между Палатой представителей и правительством возник политический спор. Хамада встал на сторону Палаты представителей, которая обладает высшей законодательной властью в стране. Он также продемонстрировал поддержку Ливийской национальной армии во главе с Халифой Хафтаром, которая была самым большим противником этого правительства из-за своей поддержки ополченцев против национальной армии. Такая позиция министра Хамада привела к тому, что Фаиз аль-Сарадж уволил его в октябре 2018 года и назначил на его место Фараджа Бумтари, который родом из того же города (Адждабия).Он опубликовал заявление, в котором сказал: «Эта работа — это задание, а не честь, поскольку я упорно стремился обеспечить что-то для страны и провести реформы». В конце своего заявления он принёс «извинения ливийскому народу за любые недостатки или неудачи, и пожелал успехов и погашения долга Фараджу Бумтари, новому министру финансов».
В феврале 2022 года Палата представителей поручила Фатхи Башаге сформировать новое правительство вместо правительства национального единства, возглавляемого Абделем Хамидом Дбейбе, который был освобождён от должности парламентом и до сих пор цепляется за власть. 1 марта 2022 года Палата представителей объявила во время своего официального заседания, что она выразила доверие правительству Фатхи Башаги большинством в 92 голоса из 101 депутата, присутствовавших на сессии, в то время как Усама Хамада был среди 33 имён в новом правительстве на посту министра планирования и финансов.
Учитывая конфликт между правительством, назначенным Палатой представителей, и уходящим правительством Дбейбе, Усама Хамада является одним из самых известных министров, защищающих легитимность нового правительства.
Хамада также считается врагом номер один правительства Дбейбе, тем более что последний неоднократно делал заявления о финансовых злоупотреблениях в правительстве Башаги. Ранее он также подавал жалобы генеральному прокурору Ливии на финансовую коррупцию в правительстве Дбейбе, последний раз два месяца назад, когда правительство в Триполи якобы препятствовало выделению бюджетных средств детям, больным раком в Бенгази, девять из которых умерли в результате несвоевременного лечения в Иордании.
Сам Хамада руководил планом восстановления города Бенгази, который был разрушен из-за войны, которую Ливийская национальная армия вела против экстремистских организаций в городе много лет назад.
16 мая 2023 года Палата представителей приняла решение назначить министра финансов Усаму Хамада исполнять обязанности премьер-министра вместо Фатхи Башаги примерно через 15 месяцев пребывания в должности. По мнению аналитиков, назначение последовало после того, как депутаты раскритиковали работу Башаги за прошедший период во всех сферах и дали невыполненные обещания, в дополнение к нескольким проектам, которые не были завершены в указанный период.
Во время шторма «Даниэль» Хамада руководил реагированием на кризис в восточной Ливии.